# Oolitic
Oolitic é uma cidade  localizada no estado americano de Indiana, no Condado de Lawrence.

## Demografia
Segundo o censo americano de 2000, a sua população era de 1152 habitantes.
Em 2006, foi estimada uma população de 1126, um decréscimo de 26 (-2.3%).

## Geografia
De acordo com o United States Census Bureau tem uma área de
2,1 km², dos quais 2,1 km² cobertos por terra e 0,0 km² cobertos por água. Oolitic localiza-se a aproximadamente 173 m acima do nível do mar.

## Localidades na vizinhança
O diagrama seguinte representa as localidades num raio de 32 km ao redor de Oolitic.